# Боницци, Чезаре
Чезаре Боницци (итал. Cesare Bonizzi; 15 марта 1946, Оффаненго, Ломбардия — 19 ноября 2024, Бергамо, Ломбардия) — монах-капуцин и певец в стиле хэви-метал, выступающий под сценическим именем Fratello Metallo («брат Металл») и Фрате Чезаре (итал. Frate Cesare).

## Биография
Брат Чезаре родился в 1946 году в Италии. Принял постриг в 1975 году, после чего был отправлен миссионером в Кот-д’Ивуар. Уже в то время Чезаре увлекался музыкой и профессионально занимался вокалом, но играл в основном для себя и в лёгких стилях вроде нью-эйдж. В 1990 году брат побывал на концерте группы Metallica и увлекся тяжёлой музыкой. Он решил совместить энергию тяжёлого металла с текстами своих проповедей.
Чезаре собрал группу, аккомпанирующую ему, и назвал этот проект Fratello Metallo. На счету этого проекта уже девять альбомов. В 2008 году Fratello Metallo открывал крупнейший рок-фестиваль Италии Gods of Metal.
Тексты, которые пишет брат Чезаре, представляют собой рифмованные проповеди, в которых критикуются наркотики, жестокость и прочие пороки. Боницци обладает яркой внешностью: он выступает всегда в своей монашеской рясе и сандалиях и отрастил длинную седую бороду.
Боницци перебрался из Африки обратно в Италию и жил в Милане. В 2009 году он на время распустил свой коллектив. По его словам, Fratello Metallo начал превращаться в часть шоу-бизнеса и коммерции, что противоречит как христианским, так и рокерским убеждениям брата Чезаре. Он продолжит работу с новым составом и в том же стиле.
Умер 19 ноября 2024 года в возрасте 78 лет.

## Дискография
- Come Fiamma
- Droghe
- Primi Passi
- Straordinariamente Ovvio
- Maria e Noi
- Francesco Come Noi
- Credo
- Il LA Cristiano
- Vie Crucis
- Misteri

## Состав
(до 2009 г.)
- Чезаре Боницци — вокал
- Андреа Росси — гитара
- Фабио Дале — бас-гитара, клавишные
- Андреа Зингрилло — ударные (экс-Moon of Steel)